# Миколаївка (Обухівська селищна громада)
Миколаївка — селище Дніпровського району Дніпропетровської області. Населення за переписом 2020 року становить 1 173 осіб. Входить до складу Обухівської селищної громади.

## Географічне розташування
Селище міського типу Миколаївка знаходиться за 2 км від лівого берега річки Дніпро, вище за течією на відстані 2 км розташоване смт Курилівка, на протилежному березі — місто Кам'янське. Річка в цьому місці утворює лимани, стариці і заболочені озера.
Біля селища озера Ступка, Сомівка, Велика Хатка, Солоне, що повні мішаним лісами, багаті звіриною.

## Історія

### Слобода Сомівка — попередник Миколаївки
В 1739 році комендант Переволочнянської фортеці Данило Апачинін придбав у переволочнянки Варвари Федорихи земельні угіддя між річками Сомівка, Сокілка та Чередничка і заснував на них дві слободи, однією з яких стала Сомівка заснована на місці сучасної Миколаївки. У 1742 році Запорізький Кіш став вимагати виселення Сомівки та другої слободи Данилівки. Тоді старшини з Гетьманщини, які входили до складу комісії, віднесли Сомівку і Данилівку до Орлицької сотні Полтавського полку. У 1751 році Сомівку прийняли в підданство Війська Запорозького і включили спочатку  до Кодацької, а згодом до Самарської паланки.

### Миколаївка
Миколаївка — давнє козацьке займище. Записи Центрального Державного архіву стародавніх актів, Державного Дніпропетровського архіву свідчать, що Миколаївка була заснована в 1779 році як слобідка власницька графа Івана Яковича Завадовського, раніше ця територія входила до Протовчанської козацької паланки Запорізької Січі.   
За легендою, граф і дав назву поселенню на честь свого сина Миколи. Спочатку, як свідчать вищезгадані архівні матеріали, населення села було невеликим. Загальна кількість людей була 279 (152 чоловіків та 127 жінок). Село мало 60-70 дворів, розташованих у два ряди: по Центральній вулиці 50, по Береговій - 20. Будинок же пана знаходився на лівому березі Дніпра, біля озера Сомівка.
Поступово кількість населення збільшувалась. Зокрема, у друкованому довіднику "Списки населених місць Російської Імперії по Катеринославській губернії" є відомості про с. Миколаївку за 1859 рік: "Миколаївська слобідка власницька розташована поблизу річки Дніпра. Кількість дворів - 124, кількість жителів чоловічої статі - 342, жіночої - 381". Станом на 1866 рік Миколаївка входила до Лисаветівської першої волості Новомосковського повіту Катеринославської губернії. "Миколаївка — село при струмках, 866 осіб, 154 двори".
У 1989 році тут мешкало приблизно 1400 осіб.
Основним заняттям селян було розведення рогатої худоби, овець, розвивалось землеробство та рибальство.
Загалом доволі тяжко жилось миколаївчанам у середині XIX століття. У 1861 році, після визволення селян від кріпацтва, багато мешканців розорилися і поповнили ряди пролетаріату Кам'янського. Життя людей було складним, бідність панувала в кожній сім’ї. В сім’ях було по 8-15 осіб, кожна селянська сім’я забезпечувала себе одягом і взуттям.
Після Жовтневого перевороту селянам обіцяли щасливе майбутнє, проте сталось все зовсім по інакшому. За спогадами жителів, восени 1917 року в село Єлизаветівка повернувся єфрейтор російської армії Зосим Якович Лантух, він мав мандат полкового більшовицького комітету, згідно з яким йому доручалося організувати в селах органи Радянської влади і сформувати бойові загони для боротьби з "контрреволюцією". Робітник Бажан Петро був відповідальним за організацію політичної роботи серед селян Єлизаветівки, Курилівки та Миколаївки. Лантух і Бажан сформували бойовий загін до якого також входили жителі Миколаївки: Здор Євмен (керівник групи), Довгий Яків, Гунько Федір, Кривошея Кирило, Якушенко Селантій та ін. Вони боролися за встановлення Радянської влади в селі. В результаті в січні 1918 року вона була встановлена. Коли в село дійшли вісті про Ленінський декрет про землю, бідняцький комітет створений в селі почав ділити землі графа Завадовського та заможних селян Бабенка Йосипа, Бажана Григорія, Бажана Трофима (по 1 га землі на душу населення).
У 1921 році в селі була створена компартійна організація до якої ввійшли: Гунько Ф.І., Головатий К.С., Лаптьова П.М., Кругляк М.М. та ін. У 1924 році виникла комсомольська організація. Першими комсомольцями стали: Стовбун М.Ю., Таран М.Ф., Хижовий П.Д., Головатий М.Д., Здор П.С., Здор М.О, Здор І.С. та ін.
Як комуністи, так і комсомольці проводили роботу з виконання рішень XV з'їзду ВКП(б) щодо об'єднання дрібних селянських господарств у великі колективні господарства. В результаті, у 1929 році в Миколаївці було створене колективне господарство "Придніпровець", першим головою якого був Гунько Ф. І.
В 1930 році в колгосп вступило 53 сім’ї, в господарстві налічувалось 4 косарки, одна молотарка, сорок коней, 500 га землі, з них 330 га — орної.  З року в рік міцнів колгосп, все заможнішим ставало життя миколаївчан. У 1934 році в колгоспі вже налічувалось 1000 га землі, 214 коней, 1300 голів овець, 450 голів великої рогатої худоби.

##### Голодомор
Свідки того жахіття згадують, що миколаївські селяни, як і всі селяни  України, восени 1932 року здали державі запланований податок. Та за першим податком оголосили другий, потім третій, а потім по селу проїхали спеціальні продовольчі загони, які забирали у людей все до нитки. Особливо тяжким був 1933 рік. Ось як про це згадують свідки:

Наріжна Віра Денисівна:
"Важкою була зима 1933 року. Голод косив людей. Односельчани помирали в страшенних муках. Одні пухли, що аж шкіра лопалась, витікала вода, відкривалися рани, які потім загнивалися. Другі висихали на тріску. Сама шкіра та кістки. на лиці опухлі, під очима набряки. Людину було важко пізнати. Не дай Боже, щоб таке повторилося".
Сенченко Євгенія Климівна. 

Коли розпочався голод Євгенії було 6 років. Говорить, що не все запам'ятала сама, але ж часто мама розповідала їй про ту страшну трагедію.
"Тяжко згадувати ті часи. Від голоду люди ставали самі на себе не схожі. Часто сварилися, лаялися між собою, а голод косив людей. Наша родина вижила, мабуть, тому що батько працював на заводі. Там йому давали хліб за картками та, хоча його було мало, це рятувало нас. Та ще мати ходила в місто і міняла одяг на харчі. Також пекли млинці з лободи, їли всяку траву. Жаху тих років я ніколи не забуду".
Федорчук Надія Сергіївна.
У ті страшні часи дівчинці було 11 років. Жахливими називає Надія Сергіївна роки голодомору. Доля змилостивилася над цією родиною — ніхто ні з дорослих, ні з дітей не померли, дивом вижили. Ходили пухлими, постійно хворіли, їли кукурудзяні початки, відварювали кору дерев, корінці різних трав. Взимку, доки стояв лід на річці, різали очерет і їли з нього серцевину. Дуже тяжко було в ті часи.
Загалом Голодомор та Сталінські репресії забрали десятки життів миколаївчан.
У 1938 році Миколаївка стала селищем, тому що вона розташована неподалік міста Кам'янське (до 2015 Дніпродзержинськ), де на заводах працювала більшість жителів селища.

## Населення

### Мова
Розподіл населення за рідною мовою за даними перепису 2001 року:
| Мова            | Кількість | Відсоток |
| --------------- | --------- | -------- |
| українська      | 1197      | 93.15%   |
| російська       | 81        | 6.30%    |
| вірменська      | 5         | 0.39%    |
| інші/не вказали | 2         | 0.16%    |
| Усього          | 1285      | 100%     |

## Об'єкти соціальної сфери
- Школа.
- Дитячий садочок.
- Будинок культури.
- Фельдшерсько-акушерський пункт.